# 薄叶蓟
薄叶蓟（学名：Cirsium tenuifolium）是菊科蓟属的植物，是中国的特有植物。分布于中国大陆的新疆等地，生长于海拔1,400米的地区，一般生于山谷林下以及杂草丛中，目前尚未由人工引种栽培。